# Роуленд Лі
Роуленд Лі (англ. Rowland Lee; 6 вересня 1891, Фіндлі, Огайо — 21 грудня 1975, Палм-Дезерт, Каліфорнія) — американський режисер, сценарист і продюсер, найбільш відомий за фільмами «Граф Монте-Крісто» (1934), «Коханець Нью-Йорка» (1937), «Вежа смерті» і «Син Франкенштейна» (обидва — 1939), а також Син Монте-Крісто (1940).

## Біографія
Лі навчався в Колумбійському університеті та служив у піхоті під час Першої світової війни.
Його старший брат — сценарист Роберт Нельсон Лі.
Режисер пішов на спокій в 1945 після зйомок піратського фільму «Капітан Кідд», хоча незадовго до цього заявляв про свої плани зробити історичну картину за мотивами біографії Робесп'єра.
З 1924 до своєї смерті в грудні 75-го він був одружений з Елеанор Вортінгтон.